# Ешурњак
Ешурњак (фр. Echourgnac) насеље је и општина у југозападној Француској у региону Аквитанија, у департману Дордоња која припада префектури Периже.
По подацима из 2011. године у општини је живело 420 становника, а густина насељености је износила 12,04 становника/km². Општина се простире на површини од 34,88 km². Налази се на средњој надморској висини од 105 метара (максималној 131 m, а минималној 57 m).

## Демографија
| 1962. | 1968. | 1975. | 1982. | 1990. | 1999. | 2011. |
| ----- | ----- | ----- | ----- | ----- | ----- | ----- |
| 379   | 445   | 401   | 443   | 411   | 402   | 420   |

График промене броја становника у току последњих година